# Спейк (Гронінген)
Спейк (нід. Spijk, нід. вимова: [spɛik]) — село в нідерландській провінції Гронінген. Входить до складу муніципалітету Емсделта.
Його площа становить 0,67км², а населення станом на 2021 рік складало 1 155 осіб.
Перша згадка про населений пункт датується 1246 роком.

## Галерея

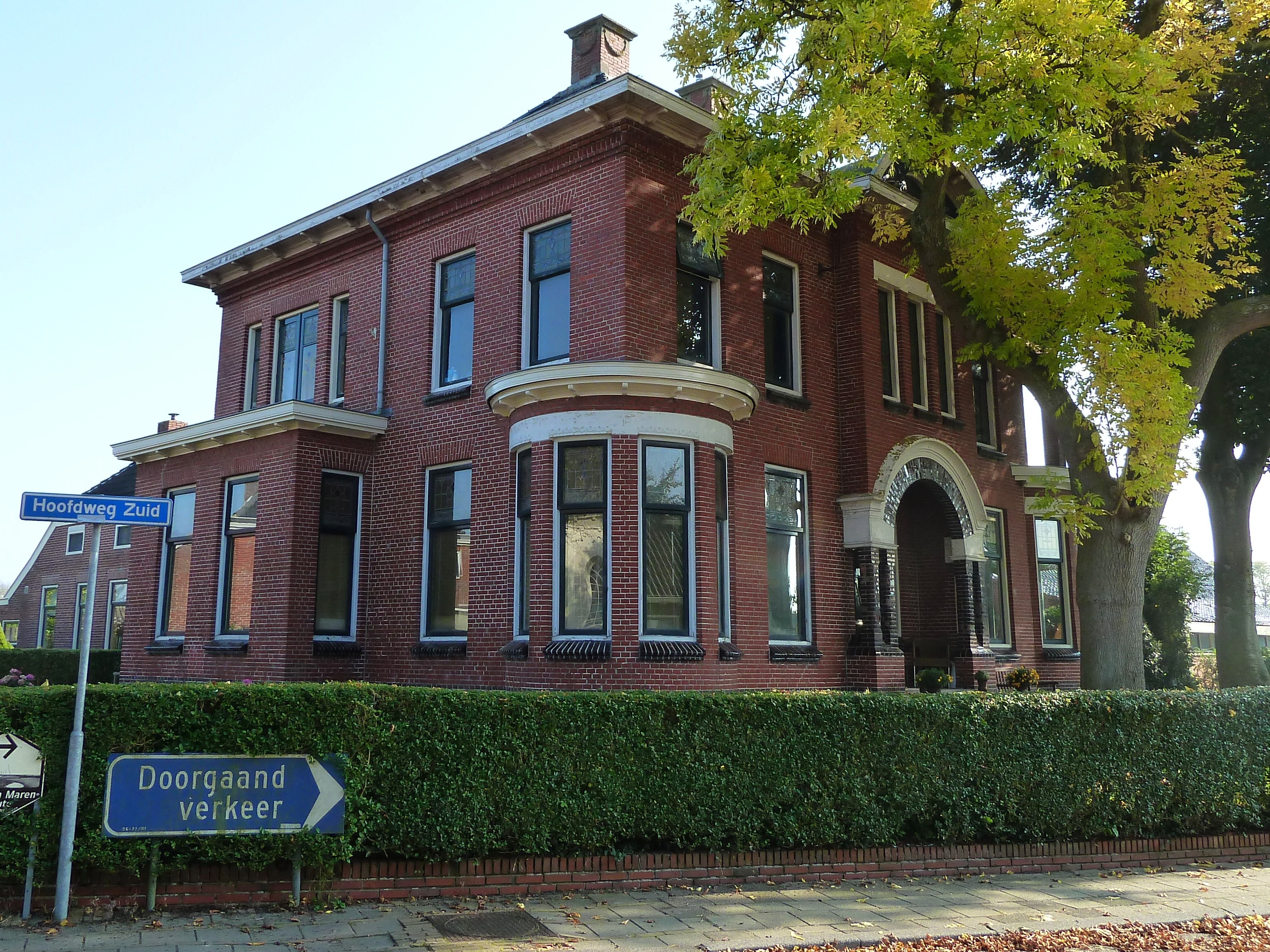
Колишній будинок почту
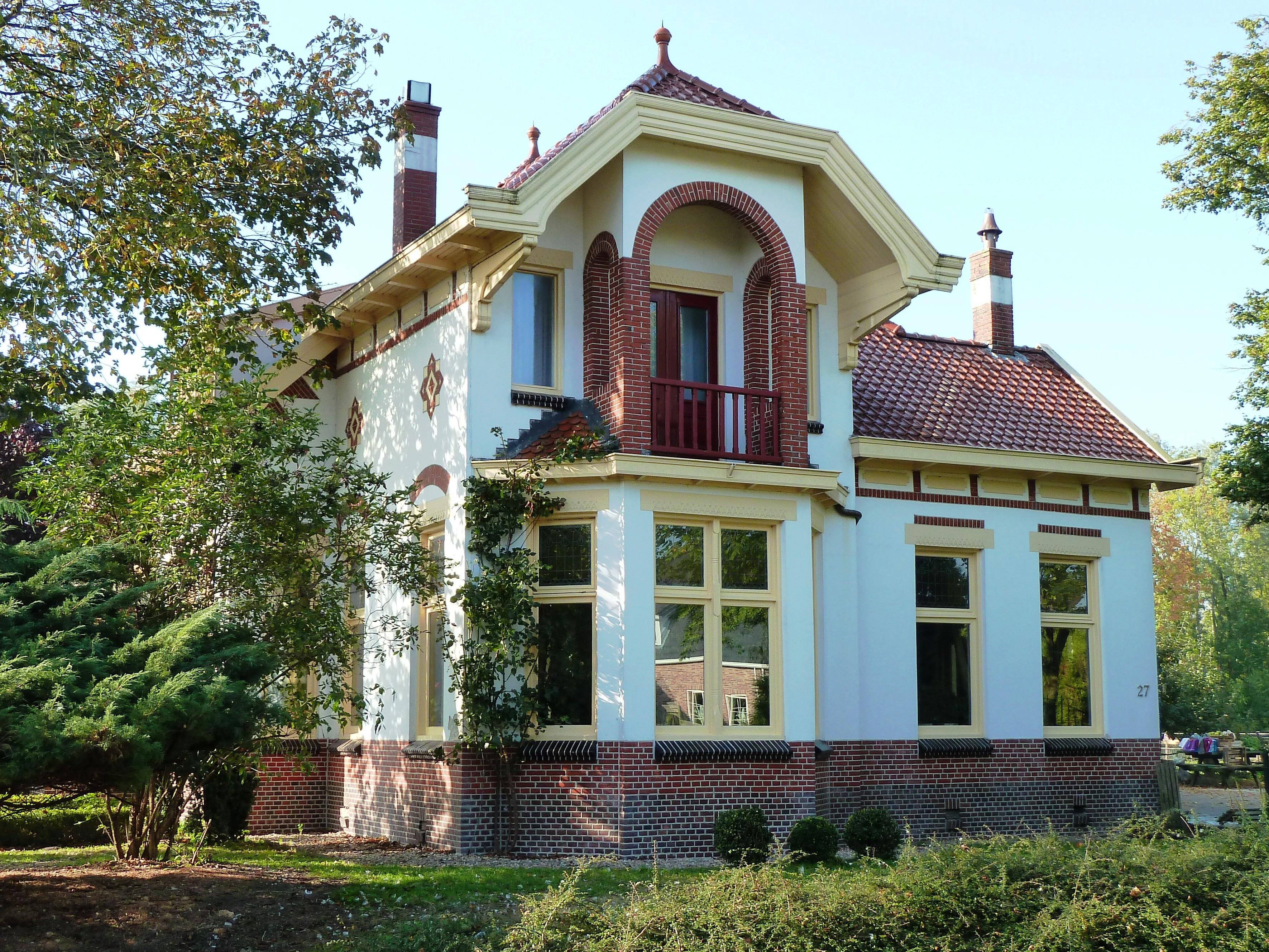
Вілла у селі
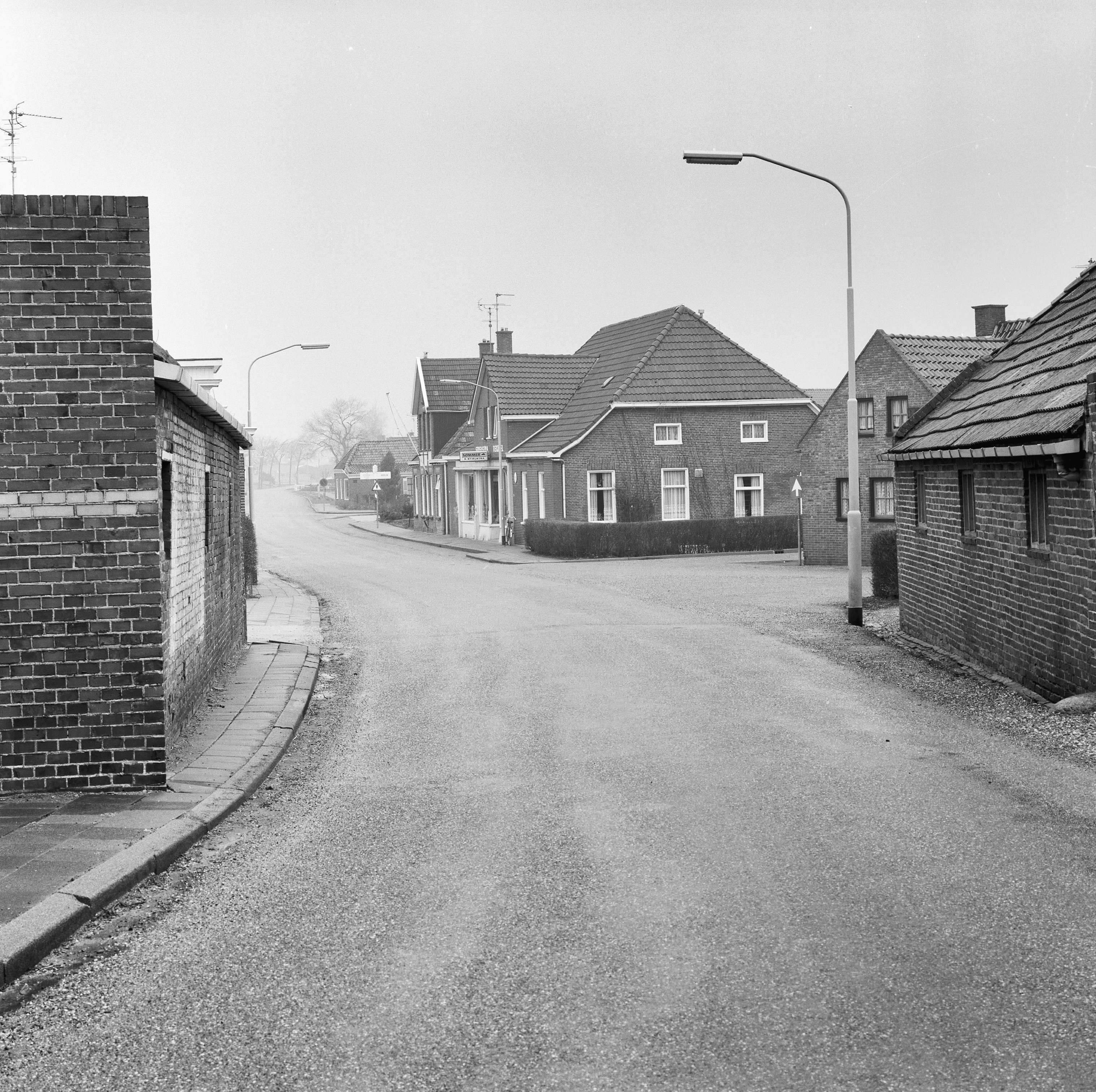
Головна вулиця Спейка (1979)
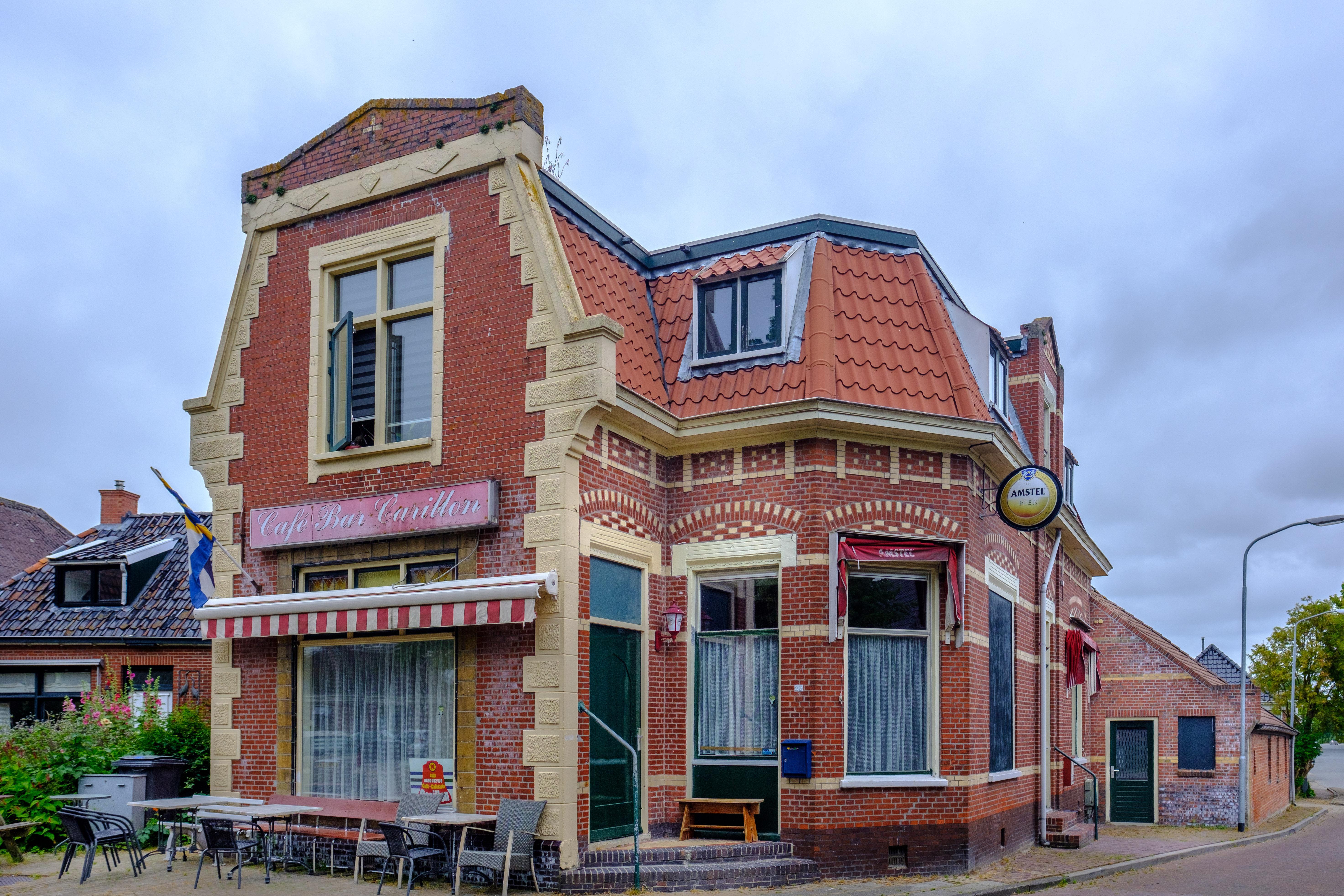
Паб у Спейку